# Харрисон, Бенджамин V
Бенджамин Харрисон V (англ. Benjamin Harrison V; 5 апреля 1726 — 24 апреля 1791) — американский политический деятель, патриот, один из тех, кто ставил подпись под Декларацией независимости. Отец 9-го Президента США Уильяма Генри Гаррисона и прадед 23-го Президента США Бенджамина Гаррисона. Он происходил из видной колониальной семьи плантаторов и купцов, В 1765 году был избран в Палату бюргеров, дважды избирался её спикером, выступал против закона о гербовом сборе; в 1773 году был выбран членом комитета, объединявшего североамериканские колонии против Великобритании. В 1774—1777 годах был членом Континентального конгресса  от Виргинии, в его составе входил в различные важные комитеты, в том числе связанные с военными действиями (в частности, был председателем военной комиссии). 4 июля 1776 года стал одним из подписантов Декларации независимости. В 1788 году первоначально был против ратификации федеральной конституции из-за отсутствия Билля о правах, но после её принятия большинством поддержал национальное правительство. По возвращении в Виргинию в 1777 году был переизбран в местный парламент и до 1782 года являлся его спикером. С 1782 по 1785 год был на протяжении двух сроков губернатором штата Виргиния. 

## Происхождение
Харрисон родился в 1726 году в округе Чарльз-Сити, в колонии Вирджиния. Он был старшим из десяти детей Бенджамина Харрисона IV (1693—1745) и Энн Картер (1702—1743), которая была дочерью губернатора Роберта Картера. Бенджамин Харрисон I (1594—1648) прибыл в колонию около 1630 года и к 1633 году стал клерком при губернаторском совете. Бенджамин Харрисон II (1645—1712) и Бенджамин Харрисон III (1673—1710) следовали его примеру и служили делегатами Палаты бюргеров. Бенджамин IV построил фамильную усадьбу Беркли. Он служил мировым судьёй и представлял округ в Палате бюргеров. Историк Клиффорд Доуди отмечал, что латинская нумерация имён была присвоена поздними историками и не применялась при жизни этих людей. 
Бенджамин V окончил колледж Вильгельма и Марии в Уильямсберге. Его брат Натаниель (1742—1782) был делегатом Палаты бюргеров, а позже членом сената Вирджинии. Брат Генри (1736—1772) был участником войны с французами и индейцами, а брат Чарльз Харрисон (1740—1793) стал бригадным генералом Континентальной армии. Другой брат Картер Генри Харрисон I (1736—1793) был членом Палаты делегатов Виргинии.

## Семья
В 1748 году Бенджамин Харрисон V женился на Элизабет Бассетт (1730—1792) из округа Нью-Кент; она была дочерью полковника Уильяма Бассетта (1709—1744) и его жены Элизабет Черчилль (1709—1779), дочери горожанина Уильяма Черчилля (1649―1710). У Харрисона и его жены было восемь детей. Среди них была старшая дочь Люси Бассетт (1749—1809), которая вышла замуж за Пейтона Рэндольфа (1738—1784). Другая дочь, Энн Бассетт (1753—1821), вышла замуж за Дэвида Коупленда (1749—1822). Старшим сыном был Бенджамин Харрисон VI (1755—1799), недолгое время преуспевающий торговец, служивший в Палате делегатов Виргинии, но умер потакающим своим желаниям, беспокойным молодым вдовцом. Другим сыном был Картер Бассетт Харрисон (ок. 1756—1808), который служил в Палате делегатов Виргинии и Палате представителей США.
Другими детьми Бенджамина Харрисона V были Элизабет Харрисон (1751—1791), вышедшая замуж за доктора Уильяма Рикмана (ок. 1731—1783) и Сара Харрисон (1770—1812), вышедшая замуж за Джона Минджа (1771—1829).
Младшим ребёнком был Уильям Генри Гаррисон (1773—1841), который стал делегатом конгресса от Северо-Западной территории, а также был губернатором территории Индиана. В 1840 на выборах президента, Уильям Генри победил действующего президента Мартина Ван Бюрена, но заболел и умер всего через месяц после вступления на пост президента. Его сменил вице-президент Джон Тайлер, земляк из Виргинии и сосед по Беркли. Внук Уильяма Генри, Бенджамин Гаррисон (1833—1901), был бригадным генералом армии Союза во время Гражданской войны в США, Бенджамин служил в Сенате США и был избран президентом в 1888 году после победы над действующим Гровером Кливлендом.